# Иващенково (Белгородская область)
Иващенково — село в Алексеевском районе (городском округе, с 2018) Белгородской области, центр Иващенковского сельского поселения.

## Описание
Расположено в восточной части области, в 23 км к юго-востоку от районного центра, города Алексеевки. 
| 1859 | 1897 | 2002 | 2010 |
| ---- | ---- | ---- | ---- |
| 1207 | ↘950 | ↘486 | ↘352 |

Улицы и переулки
| - ул. Земская - ул. Казанская - ул. Окружная - ул. Садовая - ул. Солнечная - ул. Центральная |

## История
Как и многие в округе, село возникло в первой половине XVIII века. Об этом свидетельствует местное предание об основателе поселения. Согласно преданию в «балке Копанке» или «при отвершье Копанного оврага» появился первый житель Ивась (Иван). По одной из версий, о нём упоминалось впоследствии в церковных записях. Поселение долгое время называлось Иваськи.
Первое письменное упоминание о селе обнаружено в итоговой ведомости пятой ревизии (перепись населения) 1795 года. В документе сказано, что в Иващенково проживало 200 душ мужского пола. 
К тому времени Иващенково уже приобрело статус одной из крупнейших слобод Алексеевской вотчины графа Н. П. Шереметева.
После отмены крепостного права в 1861 году Иващенково становится центром волости.
Упоминается в Памятной книжке Воронежской губернии за 1887 год как "слобода Иващенкова" Иващенковской волости Бирюченского уезда. Число жителей обоего пола — 1349, число дворов — 133.

## Образование
В селе действует Муниципальное бюджетное общеобразовательное учреждение «Иващенковская основная общеобразовательная школа».

### Памятники и мемориалы
Братская могила 224 советских воинов, погибших в боях с фашистскими захватчиками.

## Религия
Иващенково относится к Валуйско-Алексеевской епархии.
В селе действует храм Казанской иконы Божией Матери.

## Известные люди
Дерожинский, Валериан Филиппович (1826—1877) — генерал-майор, герой сражения на Шипке 1877 года.